# Conseil de Ku-ring-gai
Le conseil de Ku-ring-gai (en anglais : Ku-ring-gai Council) est une zone d'administration locale de l'agglomération de Sydney, située dans l'État de Nouvelle-Galles du Sud en Australie, dont le siège est Gordon.

## Géographie
La zone s'étend sur 86 km2 dans la grande banlieue nord de Sydney. En raison de la qualité de ses sols et sa position élevée sur le plateau de Hornsby, la région était autrefois couverte de forêt sèche de sclérophylles dont il subsiste quelques portions incluses dans le parc national Ku-ring-gai Chase.

### Localités

Les quartiers de Ku-ring-gai.

| - East Gordon - East Killara - East Lindfield - East Roseville - East Wahroonga - Gordon - Killara - Lindfield | - North Turramurra - North St Ives - North Wahroonga - Pymble - Roseville - Roseville Chase - South Turramurra - St Ives | - St Ives Chase - Turramurra - Wahroonga - Warrawee - West Killara - West Lindfield - West Pymble |

## Histoire
Avant l'arrivée des Européens à la fin du XVIIIe siècle, la région est habitée par la tribu aborigène des Kuringgai, qui donne son nom au lieu.
La région est organisée en comté de Ku-ring-gai le 6 mars 1906. Le comté devient une municipalité en 1928 puis un conseil en 1993.
En 2016, le gouvernement de Nouvelle-Galles du Sud décide de fusionner Ku-ring-gai avec le comté de Hornsby afin de former une nouvelle zone d'administration locale de 540 km2 et regroupant environ 270 000 habitants. Le conseil de Ku-ring-gai fait appel de cette décision et obtient gain de cause, ce qui entraîne l'abandon du projet.

## Démographie
| 2001    | 2006    | 2011    | 2016    | 2021    |
| ------- | ------- | ------- | ------- | ------- |
| 100 152 | 101 083 | 109 297 | 118 053 | 124 076 |

## Politique et administration
La ville comprend cinq subdivisions appelées wards : Comenarra, Gordon, Roseville, St Ives et Wahroonga. Elle est administrée par un conseil de dix membres, à raison de deux par ward, élus pour quatre ans, qui à leur tour élisent parmi eux le maire pour deux ans. À la suite des élections du 4 décembre 2021, le conseil est formé uniquement d'indépendants.

### Liste des maires
| Période           | Période        | Identité          | Étiquette    | Qualité |
| ----------------- | -------------- | ----------------- | ------------ | ------- |
| 2013              | 2015           | Jennifer Anderson | Indépendante |         |
| 2015              | 2016           | Cheryl Szatow     | Indépendante |         |
| septembre 2016    | septembre 2021 | Jennifer Anderson | Indépendante |         |
| 21 septembre 2021 | janvier 2022   | Cedric Spencer    | Indépendant  |         |
| 11 janvier 2022   | septembre 2023 | Jeff Pettett      | Indépendant  |         |
| 19 septembre 2023 | En cours       | Sam Ngai          | Indépendant  |         |